# Перенесеник Микола Миколайович
Мико́ла Микола́йович Перенесе́ник — старший сержант Збройних сил України, учасник російсько-української війни. Повний кавалер ордена «За мужність».

## Нагороди
- Орден «За мужність» I ст. (20 березня 2023) — за особисту мужність, виявлену у захисті державного суверенітету та територіальної цілісності України, самовіддане виконання військового обов’язку[1]
- Орден «За мужність» II ст. (3 травня 2022) — за собисту мужність і самовіддані дії, виявлені у захисті державного суверенітету та територіальної цілісності України, вірність військовій присязі[2]
- Орден «За мужність» III ст. (4 грудня 2014) — за особисту мужність і героїзм, виявлені у захисті державного суверенітету та територіальної цілісності України, вірність військовій присязі під час російсько-української війни